# Windows 1.0

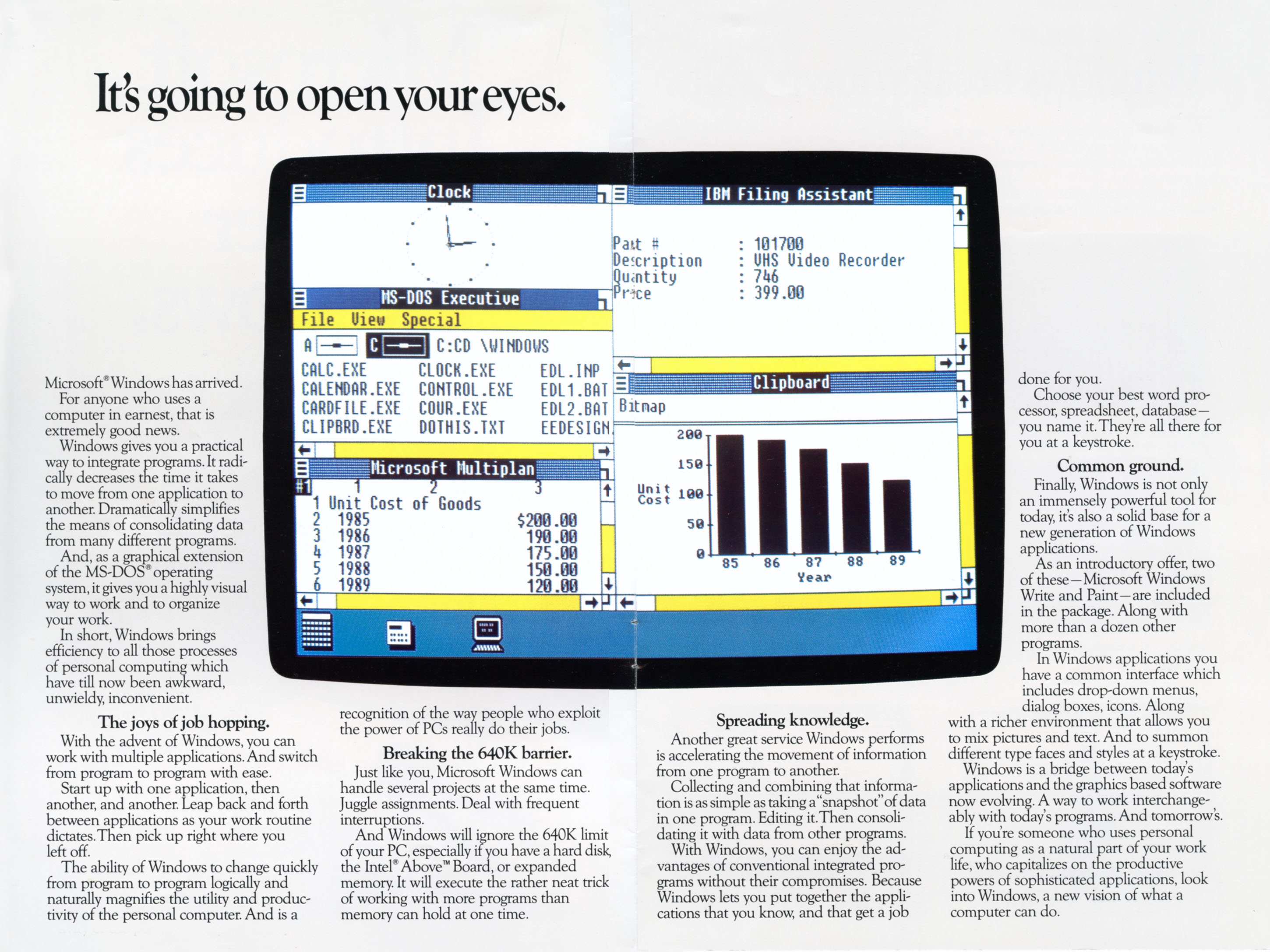
Windows 1.0

Windows 1.0 byla první verze 16bitového operačního systému, který firma Microsoft vydala v USA dne 20. listopadu 1985, evropská verze Windows 1.02 byla vydána v květnu 1986. Windows 1.0 byly spíše front-end prostředí pro MS-DOS. Obsahovaly velké množství vlastních ovladačů pro různá zařízení (hlavně grafických), ale také pro myši, klávesnice, tiskárny apod., které nebyly spravovány DOSem. Zvláštností tohoto systému bylo, že spravoval okna dlaždicově, a tak se nemohla překrývat. Jedinou výjimkou byla dialogová okna. Obsahovala program pro vytváření shellu zvaný MS-DOS Executive.

## Historie
Microsoft začal pracovat na novém grafickém prostředí pro počítače se systémem MS-DOS v roce 1982 pod názvem "Interface Manager". Toto prostředí mělo za cíl podporovat jak již existující aplikace pro MS-DOS, tak i zbrusu nové grafické aplikace navržené pro toto nové prostředí. Během září 1983 Microsoft předvedl tisku prostředí s rozhraním podobným jako Multiplan, které však bylo rázem zavrhnuto ve prospěch dnes už konvenčních lišt s menu.
V listopadu 1983 Microsoft představil na veletrhu COMDEX svůj nový nadcházející produkt už pod názvem "Microsoft Windows" běžící na počítači s černobílou grafickou kartou a s různými aplikacemi běžícími každá ve svém vlastním okně. V následujících měsících byl rozpracovaný systém hojně představován zástupcům různých počítačových magazínů. Také se uskutečnila portace na počítač Tandy 2000, který originální PC předčil audiovizuálními schopnostmi.
V květnu 1984 začal Microsoft vývojařům pravidelně rozesílat nové verze systému, což zahrnovalo tzv. "Developer Release #5" z listopadu 1984, nejstarší verzi Windows archivovanou na Internetu. Poslední z těchto předběžných verzí byla tzv. "Premiere Edition" z července 1985, která byla uvolněna klíčovým vývojářům aplikací, analytikům a zástupcům tisku kvůli zpětné vazbě a také jako poloviční splnění slibu Steva Ballmera o začátku prodeje v létě toho roku.
Windows 1.01, uvedený na trh 20. listopadu 1985, byl první verzí Microsoft Windows obecně dostupnou v obchodech. V dalších měsících následovaly novější verze s opravami a jinými menšími změnami, z nichž byla poslední verze 1.04 z dubna 1987, která přidala podporu tehdy čerstvě uvedené rodiny počítačů IBM Personal System/2. V listopadu 1987 byl nahrazen novou verzí Windows 2.0.

## Vlastnosti systému
Již od počátků byly Windows multitaskingový systém, i když skutečný byl pouze u aplikací vytvořených pro Windows samotné, protože nebyl preemptivní. Většina aplikací měla svou vlastní nabídku namísto nabídky na ploše obdobně jako u Macintoshů. Samotná plocha (v podobě z pozdějších Windows) ve Windows řady 1 v podstatě neexistovala.
Krátce před Windows 1.0 byl uveřejněn systém DESQview, nástupce selhavšího systému TopView od IBM z roku 1984, který sice zpočátku neumožňoval práci v grafickém prostředí, ale na druhou stranu neměl problémy s multitaskingem programů pro DOS.

## Programové vybavení
Součástí Windows 1.0 bylo i několik základních jednoduchých aplikací, které převzaly později i Windows 2.0, některé jsou dokonce v nějaké podobě součástí Windows dosud. Dohromady se jednalo o tyto programy:
- Calculator (Kalkulačka)
- Calendar (Kalendář)
- Cardfile (Kartotéka, sloužila k vytváření souborů s textovými poznámkami, kontakty apod.)
- Clipboard (Schránka, po otevření program zobrazil obsah schránky pro kopírování a přesouvání dat)
- Clock (Hodiny)
- Control Panel (Ovládací panel, sloužil k nejzákladnějším nastavením prostředí)
- MS-DOS Executive (shellová aplikace a zároveň aplikace pro správu souborů)
- Notepad (Poznámkový blok)
- Paintbrush (Malování, v té době dokázal vytvářet jen černobílé soubory MSP)
- Reversi (jednoduchá počítačová hra)
- Terminal
- Write (předchůdce WordPadu)

## Vydané verze
| Verze | Datum vydání  | Poznámka                                            |
| ----- | ------------- | --------------------------------------------------- |
| 1.01  | listopad 1985 | Původní verze pro americký trh                      |
| 1.02  | květen 1986   | Mezinárodní vydání ve více jazycích                 |
| 1.03  | srpen 1986    | Přidány nové ovladače                               |
| 1.04  | duben 1987    | Přidána podpora počítačů řady IBM Personal System/2 |